# Amado Granell-Montolivet (metropolitana di Valencia)
Amado Granell-Montolivet è una stazione della linea 10 di Metrovalencia, inaugurata il 17 maggio 2022 con il resto della linea.

## Accessibilità
La stazione è sotterranea, ubicata in Carrer Amado Granell Mesado, nel quartiere Monteolivete del distretto Quatre Carreres di Valencia.
Dispone di accessibilità per persone con disabilità fisiche, visive e uditive con rampe, un comodo accesso dalla strada tramite scale e scale mobili e un citofono per contattare il centralino di Metrovalencia, con cui è possibile ricevere assistenza dal personale dell'azienda.

## Interscambi
EMT:
- Linea 6
- Linea 35